# Spielmann-toernooi
Het Spielmann-toernooi was een eenmalig schaaktoernooi dat plaatsvond van 16 t/m 23 februari 1930 in Amsterdam. De locatie van het toernooi was de Militiezaal. Henri Weenink won het toernooi.

## Achtergrond
In 1930 maakte Rudolf Spielmann een tournee door Nederland. Onderdeel van zijn tournee was een zeskamp met vijf Nederlandse schakers:
- Max Euwe, kampioen van Nederland (Nederlands kampioenschap schaken 1929)
- J.H. Addicks, kampioen van Amsterdam 1929
- Henri Weenink, kampioen van Amsterdam 1928
- De talentvolle Hagenaar J.H.O. van den Bosch
- De bekende Rotterdammer Salo Landau

Het toernooi werd georganiseerd door een commissie onder leiding van Max Levenbach. De openingsceremonie vond plaats op 16 februari 1930.
Weenink werd de verrassende winnaar van het toernooi met winstpartijen op Euwe, Landau, Van den Bosch en Addicks. Uitsluitend Spielmann wist van hem te winnen.
Na het toernooi zou Spielmann nog diverse simultaanseances geven door heel het land.

## Uitslag en kruistabel
| # | Naam                   | Score | 1  | 2  | 3  | 4  | 5  | 6  |
| - | ---------------------- | ----- | -- | -- | -- | -- | -- | -- |
| 1 | Henri Weenink          | 4     | -- | 1  | 0  | 1  | 1  | 1  |
| 2 | Max Euwe               | 3     | 0  | -- | 1  | 1  | ½  | ½  |
| 3 | Rudolf Spielmann       | 2½    | 1  | 0  | -- | ½  | ½  | ½  |
| 4 | Salo Landau            | 2½    | 0  | 0  | ½  | -- | 1  | 1  |
| 5 | Johannes van den Bosch | 1½    | 0  | ½  | ½  | ½  | -- | 0  |
| 6 | J.H. Addicks           | 1½    | 0  | ½  | ½  | 0  | ½  | -- |

## Trivia
Ook in 1933 werd een Spielmann-toernooi georganiseerd.